# Saint-Jean-de-Vaux
 Saint-Jean-de-Vaux  es una población y comuna francesa, en la región de Borgoña, departamento de Saona y Loira, en el distrito de Chalon-sur-Saône y cantón de Givry.

## Demografía
| 314 | 240 | 292 | 319 | 314 | 324 |
| Para los censos de 1962 a 1999 la población legal corresponde a la población sin duplicidades (Fuente: INSEE [Consultar]) |     |     |     |     |     |